# Behind Your Touch
Behind Your Touch (hangul: 힙하게) é uma série de televisão sul-coreana de 2023 estrelada por Han Ji-min, Lee Min-ki e Suho. Foi ao ar na JTBC de 12 de agosto a 1º de outubro de 2023, sendo exibida todos os sábados e domingos às 22h30 (KST). Também está disponível para streaming no TVING, na Coreia do Sul, e na Netflix, em regiões selecionadas.

## Sinopse
A série conta o dia a dia de uma veterinária com poderes psicométricos e um detetive temperamental que se encontram no meio de uma perigosa investigação criminal, enquanto resolvem casos de menor relevância em uma pequena cidade em Mujin, Chungcheong-do.

## Elenco

### Principal
- Han Ji-min como Bong Ye-bun[12]

Uma veterinária com poderes psicométricos. Em uma fazenda onde fazia visitas rotineiras, ela ganhou a habilidade psíquica de ver o passado das pessoas. Ela se envolve em uma série de assassinatos inexplicáveis que acontecem um após o outro em sua cidade natal.
- Lee Min-ki como Moon Jang-yeol[13]

Detetive nervoso e estressado. Ele foi enviado de Seul para Mujin, uma cidade rural mais ao sul do país. Ele se alia a Ye-bun e as habilidades psíquicas dela são usadas durante as investigações.
- Suho como Kim Seon-woo[14][15]

Um homem misterioso e funcionário de uma loja de conveniência local. Bong Ye-bun tem uma queda por ele. Graduado pela Universidade da Coreia. Jang-yeol suspeita que Seon-woo possa estar envolvido em um caso de assassinato em série.
- Joo Min-kyung como Bae Ok-hee[16]

A melhor amigo de Ye-bun. Ela não pensa antes de falar e é considerada a pessoa mais estranha da cidade.

### Apoio

#### Família de Ye-bun
- Yang Jae-seong como Jung Eui-hwan[2]

Avô materno de Ye-bun e ex-diretor do Jeong Animal Hospital. Ele é um idoso com doença de Parkinson. Ele está procurando a verdade por trás da morte de sua falecida filha.
- Park Sung-yeon como Jung Hyeon-ok[17][18]

Tia de Ye-bun que é enfermeira da clínica veterinária Bong Animal Hospital. Ela ainda possui sentimentos não declarados pelo seu primeiro amor, Jong-mook.

#### Policiais
- Kim Hee-won como Won Jong-mook[17]

Chefe da Delegacia de Polícia de Mujin. O primeiro amor de Hyeon-ok.
- Jung Yi-rang como Na Mi-ran[2]

Detetive. Ela está preocupada com a infidelidade de seu marido.
- Jo Min-guk como Bae Deok-hee[2]

O detetive mais jovem da delegacia, ele ajuda Jang-yeol. Irmão de Ok-hee.

#### Outros
- Lee Seung-joon como Cha Ju-man[17]

Um nativo de Mujin que é membro da Assembleia Nacional da cidade de Mujin.
- Park Hyuk-kwon como Park Jong-bae[19]

Um xamã da cidade de Mujin. Ele ganha dinheiro para sustentar o filho e a esposa.
- Park No-sik como Jeon Gwang-sik[2]

Um dono de fazenda que tem poderes sobrenaturais. Ele ajuda Jang-yeol a encontrar o serial killer.

### Estendido
- Choi Hee-jin como Kim Si-a[20]

Uma streamer.
- Lee Seon-joo como mãe de Ok-hee[21]

Proprietária da loja de conveniência.
- Kwon Young-guk como pai de Ok-hee[21]

Capitão de um barco.
- Lee Hwi-jong como Yeom Jong-hyuk[21]

Colega mais velho de Ok-bun.

### Participações especiais
- Lee Jung-eun como detenta[22]

Prisioneira na prisão de Seul (Ep. 16)
- Jang Do-yeon como apresentadora de programa de TV[23] (Ep. 16)

## Produção
As filmagens da série foram concluídas por volta de 20 de fevereiro de 2023.

## Trilha sonora

### Part 1
| Lançado em 13 de agosto de 2023 |                   |                       |                 |         |  |
| N.º                             | Título            | Letras                | Música          | Duração |  |
| 1.                              | "Hip Hop"         | Joohoney Ye-Yo! Laser | Joohoney Ye-Yo! | 2:11    |  |
| 2.                              | "Hip Hop" (Inst.) |                       | Joohoney Ye-Yo! | 2:11    |  |
| Duração total:                  | Duração total:    | Duração total:        | Duração total:  | 4:22    |  |

### Part 2
| Lançado em 20 de agosto de 2023 |                                  |                |                     |         |  |
| N.º                             | Título                           | Letras         | Música              | Duração |  |
| 1.                              | "It's you" (feat. Cocona)        | pH-1 MaO Naviv | Naviv Lee Jun-hyung | 3:10    |  |
| 2.                              | "It's you" (feat. Cocona; Inst.) |                | Naviv Lee Jun-hyung | 3:10    |  |
| Duração total:                  | Duração total:                   | Duração total: | Duração total:      | 3:20    |  |

### Part 3
| N.º            | Título           | Letras                | Música                | Duração |  |
| 1.             | "Gotcha"         | CROQ Jade Spacecowboy | CROQ Jade Spacecowboy | 2:51    |  |
| 2.             | "Gotcha" (Inst.) |                       | CROQ Jade Spacecowboy | 2:53    |  |
| Duração total: | Duração total:   | Duração total:        | Duração total:        | 4:44    |  |

## Recepção

### Audiência
| Temporada | Temporada | Ep. 1 | Ep. 2 | Ep. 3 | Ep. 4 | Ep. 5 | Ep. 6 | Ep. 7 | Ep. 8 | Ep. 9 | Ep. 10 | Ep. 11 | Ep. 12 | Ep. 13 | Ep. 14 | Ep. 15 | Ep. 16 | Audiência |
| --------- | --------- | ----- | ----- | ----- | ----- | ----- | ----- | ----- | ----- | ----- | ------ | ------ | ------ | ------ | ------ | ------ | ------ | --------- |
|           | 1         | 1.288 | 1.475 | 1.348 | 1.603 | 1.194 | 1.706 | 1.306 | 1.646 | 1.556 | 1.942  | 1.840  | 2.030  | 1.597  | 2.254  | 1.671  | 2.328  | 1.674     |

| Ep. | Data de transmissão original | Parcela média de audiência (Nielsen Korea) | Parcela média de audiência (Nielsen Korea) |
| Ep. | Data de transmissão original | Nacional                                   | Seul                                       |
| --- | ---------------------------- | ------------------------------------------ | ------------------------------------------ |
| 1 | 12 de agosto de 2023         | 5.275% (2º)                                | 5.610% (2º)                                |
| 2 | 13 de agosto de 2023         | 5.805% (3º)                                | 6.210% (3º)                                |
| 3 | 19 de agosto de 2023         | 5.522% (1º)                                | 5.676% (1º)                                |
| 4 | 20 de agosto de 2023         | 7.000% (1º)                                | 7.310% (1º)                                |
| 5 | 26 de agosto de 2023         | 5.634% (1º)                                | 5.978% (1º)                                |
| 6 | 27 de agosto de 2023         | 7.475% (1º)                                | 7.460% (1º)                                |
| 7 | 2 de setembro de 2023        | 5.513% (1º)                                | 5.702% (1º)                                |
| 8 | 3 de setembro de 2023        | 6.956% (1º)                                | 7.163% (1º)                                |
| 9 | 9 de setembro de 2023        | 6.639% (1º)                                | 7.095% (1º)                                |
| 10 | 10 de setembro de 2023       | 8.065% (1º)                                | 8.134% (1º)                                |
| 11 | 16 de setembro de 2023       | 7.950% (1º)                                | 8.423% (1º)                                |
| 12 | 17 de setembro de 2023       | 8.685% (1º)                                | 9.359% (1º)                                |
| 13 | 23 de setembro de 2023       | 7.057% (1º)                                | 7.517% (1º)                                |
| 14 | 24 de setembro de 2023       | 9.618% (1º)                                | 10.413% (1º)                               |
| 15 | 30 de setembro de 2023       | 6.413% (1º)                                | 7.050% (1º)                                |
| 16 | 1 de outubro de 2023         | 9.299% (1º)                                | 9.250% (1º)                                |
| Média | Média                        | 7.057%                                     | 7.397%                                     |
| - Na tabela acima, os números em azul representam a audiência média mais baixa e os números em vermelho representam a audiência média mais alta. - Esta série foi ao ar em um canal a cabo/TV paga que normalmente tem uma audiência relativamente menor em comparação com a TV aberta/emissoras públicas (KBS, SBS, MBC e EBS). |                              |                                            |                                            |

### Prêmios e indicações
| Cerimônia de premiação | Ano  | Categoria                | Inciado/ Trabalho | Resultado | Ref.   |
| ---------------------- | ---- | ------------------------ | ----------------- | --------- | ------ |
| Baeksang Arts Awards   | 2024 | Melhor Atriz Coadjuvante | Joo Min-kyung     | Indicado  | [ 28 ] |